# Morro do Moreno

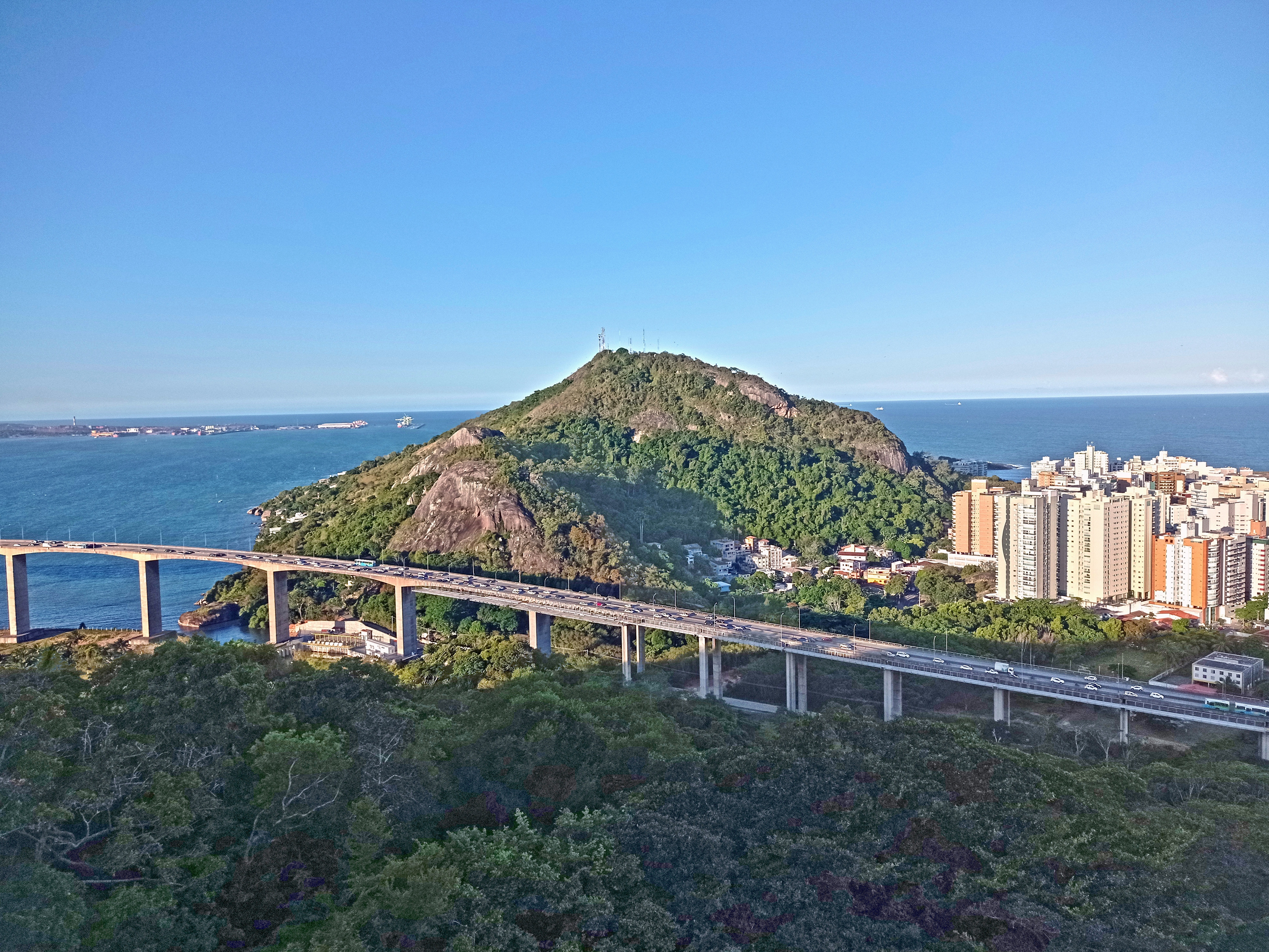
Vista da Terceira Ponte passando sobre área de preservação aos pés do Morro do Moreno

O Morro do Moreno tem 184 metros de altitude e está localizado próximo ao centro de Vila Velha, estado do Espírito Santo, Brasil. Ao seu lado encontra-se o Convento da Penha, que fica localizado também no topo de um morro. Os dois morros podem ser vistos por quem viaja a partir da capital do estado Vitória até Vila Velha, passando pela Terceira Ponte. São cartões-postais da cidade. Foi declarado como monumento natural de Vila Velha em 2021.

## História
No início da colonização portuguesa no Espírito Santo, este morro era conhecido pelo nome de Monte de João Moreno, como é possível ver no mapa mais antigo a focar a região do Espírito Santo, feito em cerca de 1590 pelo cartógrafo português Luis Teixeira. Não se sabe exatamente quem foi João Moreno, mas os nomes dados aos locais de colonização costumavam ser dados de acordo com o nome da pessoa que recebia a região como sesmaria, uma doação do Donatário da capitania para que as terras fossem plantadas e gerassem riquezas e comida, movendo a economia imperial portuguesa e dando suporte para a colonização do Brasil.
O Morro do Moreno teve participação importante na defesa da Capitania do Espírito Santo, assim como as fortificações que foram construídas durante o período colonial na entrada da baía de Vitória. Em um caso famoso, o morro foi todo posto em chamas, a fim de tentar afugentar invasores estrangeiros, que eram comandados pelo importante navegador e corsário inglês Thomas Cavendish, o terceiro a realizar uma volta ao mundo, após Fernão de Magalhães e Francis Drake.

A tentativa de invasão é narrada pelo próprio Cavendish, em seu diário de navegação, e também por um de seus marujos que acabou vivendo vários anos no Brasil, chamado Anthony Knivet. De acordo com Basílio de Carvalho Daemon, os portugueses teriam construído pequenos fortins de palha para realizar a defesa, e também teriam incendiado parte do morro para dar a noção de maiores números e assustar os invasores:
Mandou então [Cavendish] barra acima três lanchas para a descoberta e encontrando estas três navios perto de Vila Velha ou do Espírito Santo, pretendeu o comandante que fossem aprisionados e não podendo ser por aproximar-se a noite e recearem, limitaram-se a cortar as amarras. Nesta noite, todas as montanhas ao redor até Vila Velha foram pelos povoadores circuladas de fogueiras, pelo que Cavendish não se animou a passar o canal da barra, receoso de encalhar os navios, pelo pouco fundo que encontraram na barra, não ter prático e poder cair em alguma cilada.
A organização da população e a defesa organizada por eles foi fundamental para o infortúnio de Cavendish, essa aventura é narrada no livro Piratas no Atlântico Sul, dedicando um capítulo inteiro para esse fato. Nesse ataque acredita-se que Cavendish tenha sido ferido por uma flecha envenenada e morrido na viagem de volta, seu corpo foi sepultado no mar, na costa de Pernambuco aos 31 anos. 

## Acesso
O acesso ao morro pode ser feito a pé ou de bicicleta. O acesso a carros está restrito ao dono do comércio no topo do morro e aos órgãos governamentais. O local mais próximo possível de chegar de carro é até o portão de acesso na Rua Xavantes. De lá, terá que subir a pé, seja pela estrada principal, seja pela entrada lateral, fazendo a trilha do Morro do Moreno.  A subida pela estrada é bem tranquila, exceto pelos últimos 50 metros, que fica mais íngreme e cansativo. Pela trilha, é necessário ter um mínimo de preparo físico.  
Do alto do morro são comuns pessoas observando o nascer e o pôr do sol. Durante o réveillon muitos optam em ver a queima de fogos que acontece na orla das praias de Vila Velha do alto do Morro.

## Características

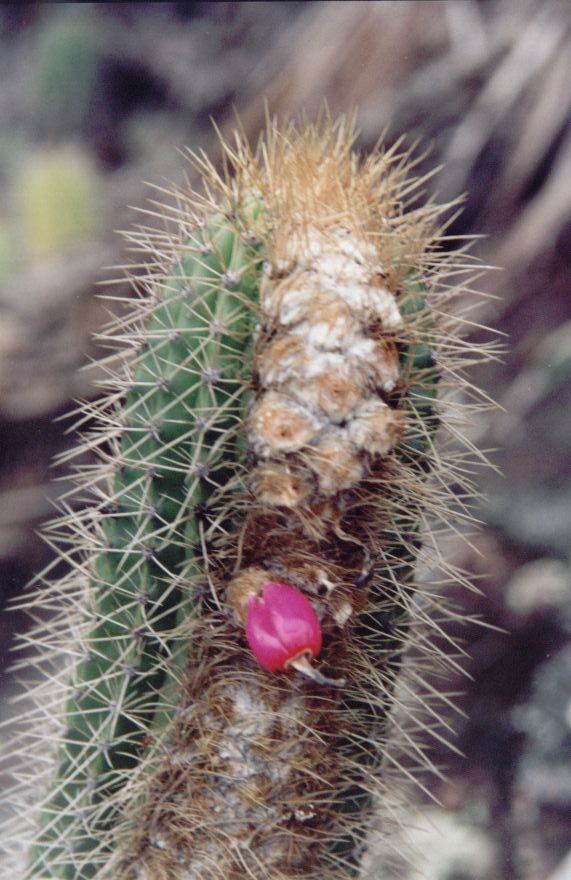
Cacto - Morro do Moreno

O morro é localizado praticamente no centro da cidade, mas é formado pela Mata Atlântica, sendo de um dos lados cercado pelo mar, onde dá acesso ao Porto de Vitória passando por debaixo da 3º ponte, e do outro lado a cidade.
Possui locais para pesca, rapel, trilhas (trekking), bicicleta de montanha, rampa para voo livre, fonte com água mineral, e uma bela vista para a cidade de Vitória e de Vila Velha, para o Convento da Penha e as praias da Costa e Itapuã. No alto do morro existem várias torres de comunicação.

### Flora
Possui uma vasta flora, que é característica da Mata Atlântica. Desde flores e orquídeas de pequeno porte, árvores frutíferas, até árvores de grande porte são encontradas. Alguns exemplos :
- Schinus terebinthifolius (Aroeira)
- Begonia sp.  (Begonia)
- Bactris vulgaris (Palmito)
- Cecropia sp (Embaúba)
- Calopogonium mucunoides (Angelin-pedra)
- Pseudolaelia vellozicola (Orquídea)

### Fauna
A fauna local possui uma grande quantidade de pássaros, lagartos e insetos. Também podem ser encontrados saguis, caranguejeiras e cobras.

### Geologia
As rochas encontradas no morro são, predominantemente, granitóides de diferentes gerações, com enclaves máficos de variados tamanhos.

## Galeria

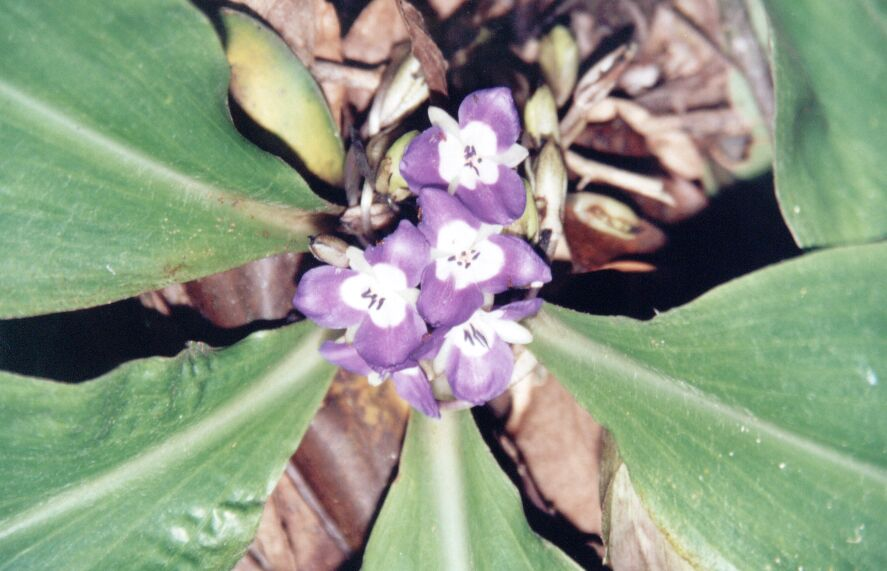
Flor - Morro do Moreno
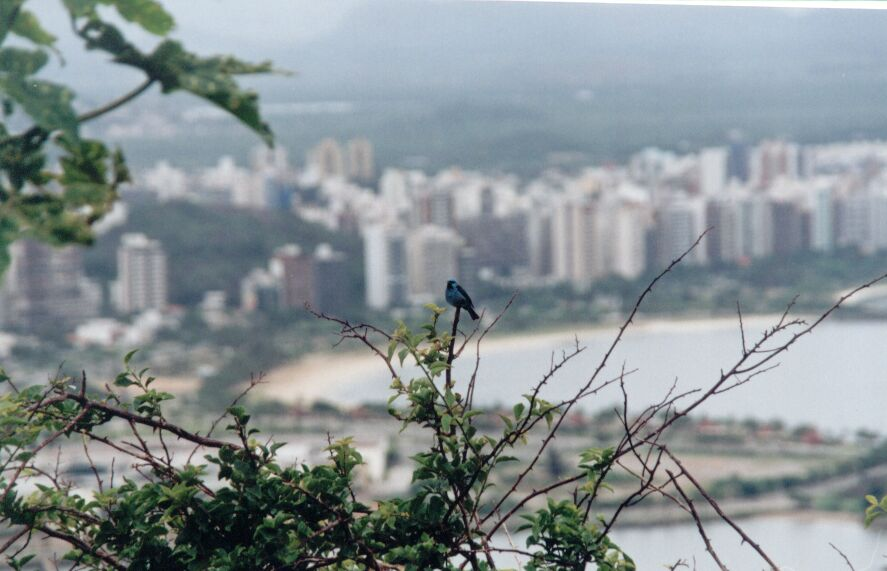
Pássaro - Morro do Moreno.
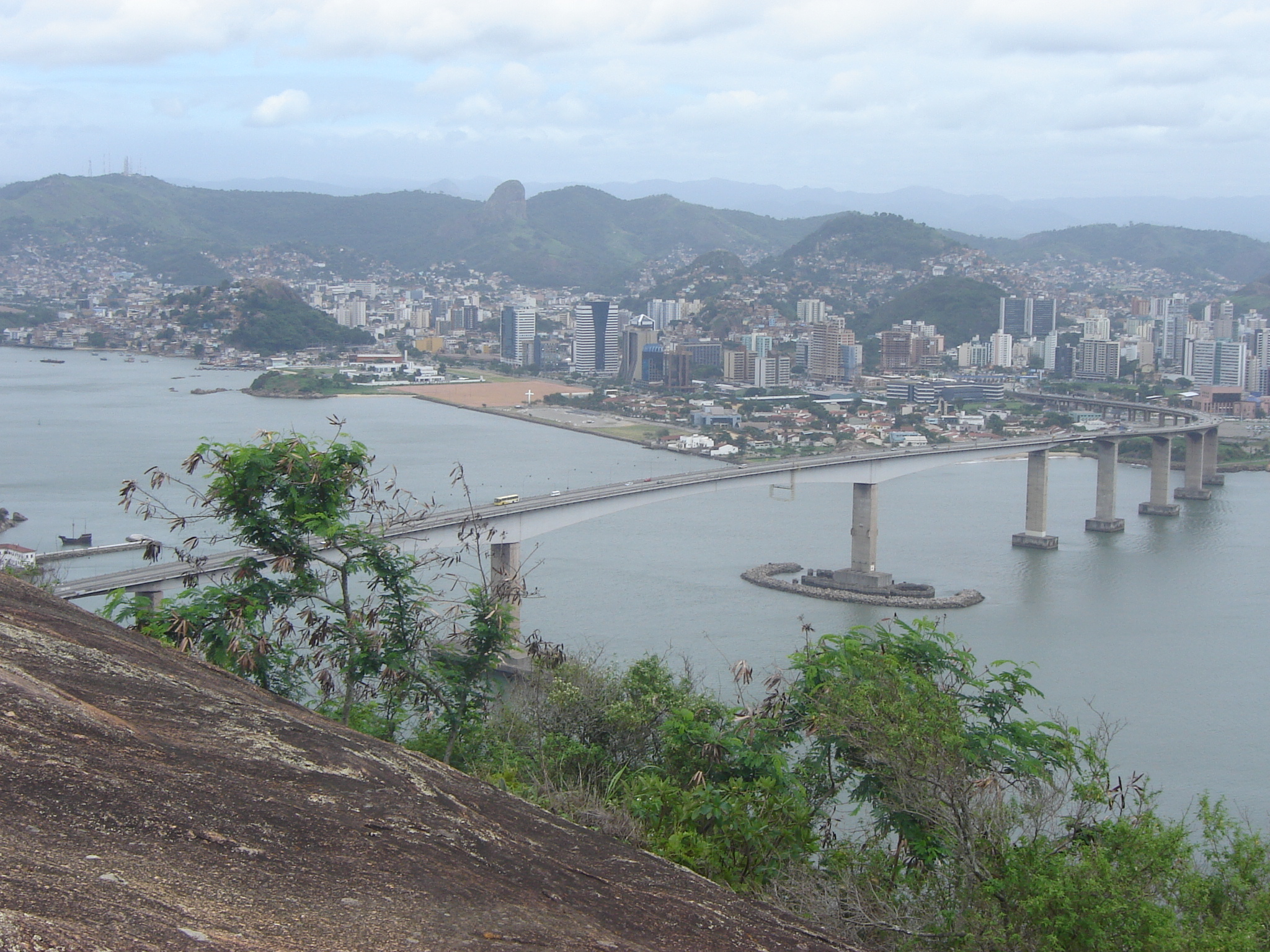
Terceira Ponte - Morro do Moreno
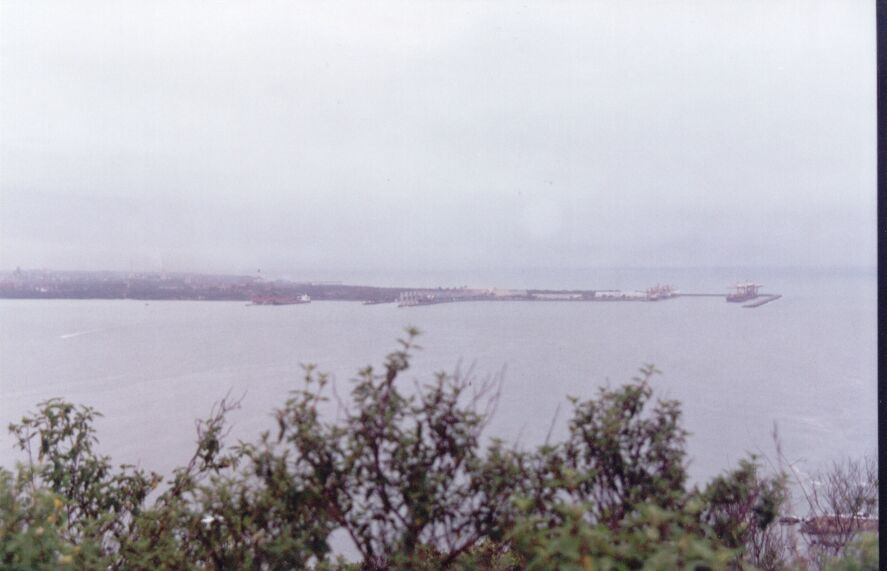
Porto de Tubarão - Morro do Moreno
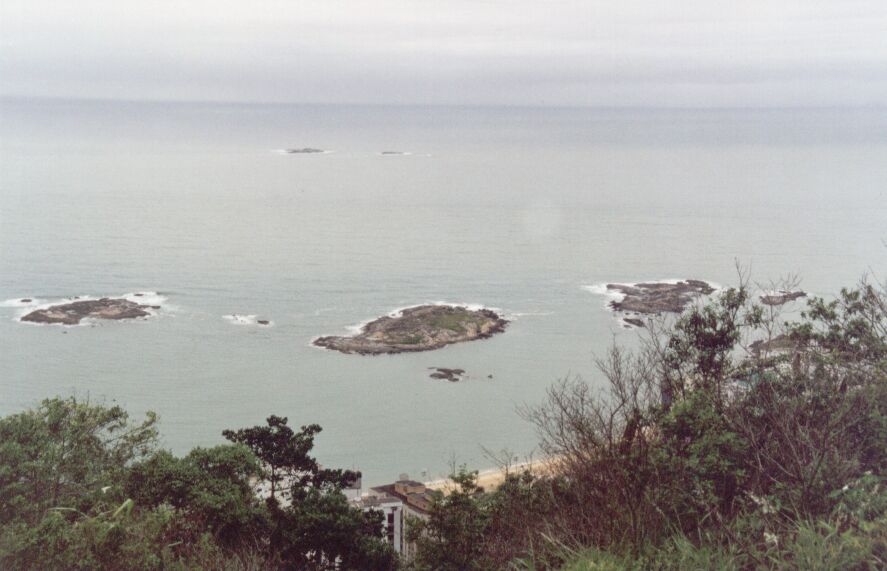
Ilhas da Praia da Costa - Morro do Moreno
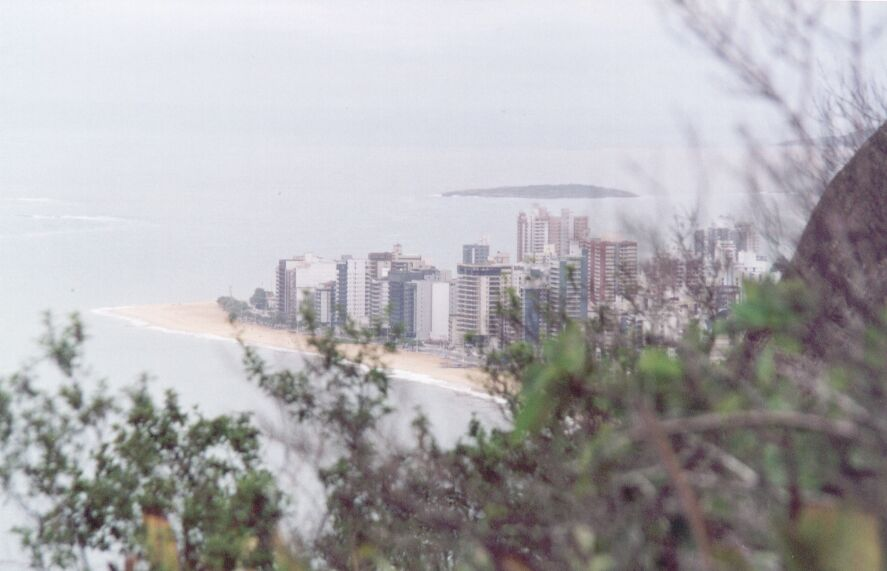
Praia da Costa - Morro do Moreno
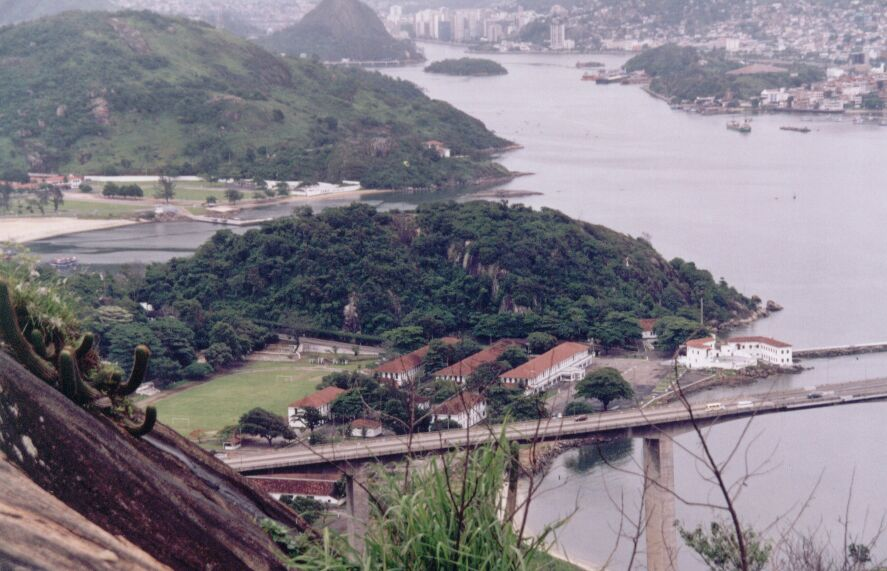
Baia de Vitória - Morro do Moreno
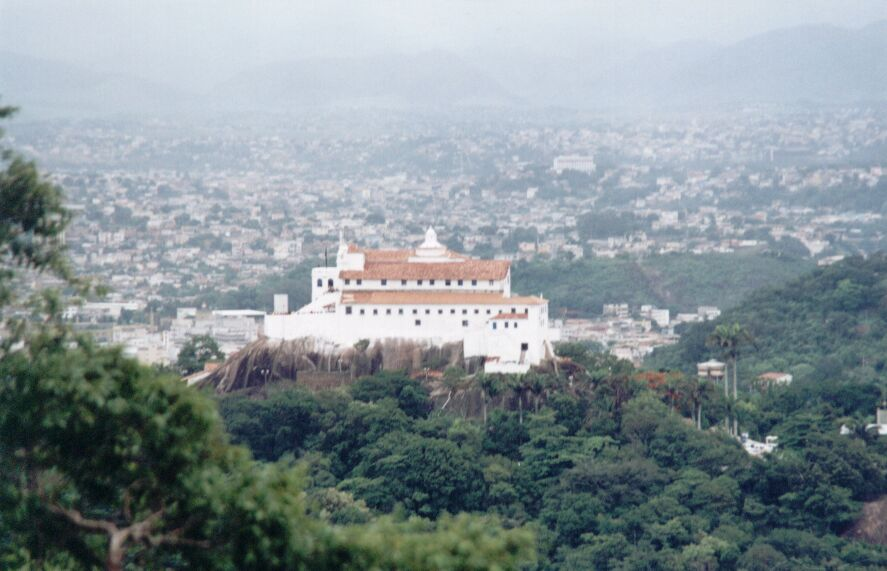
Convento da Penha - Morro do Moreno
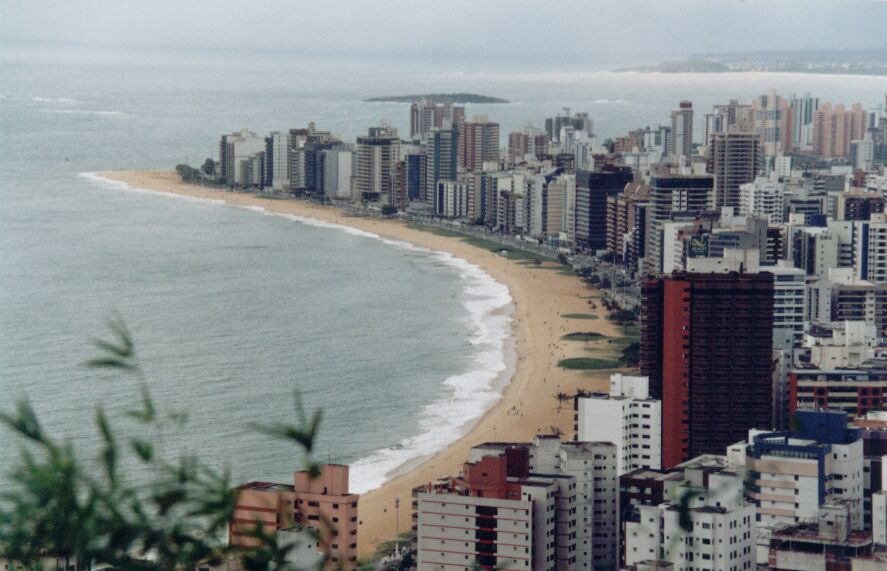
Praia da Costa - Morro do Moreno
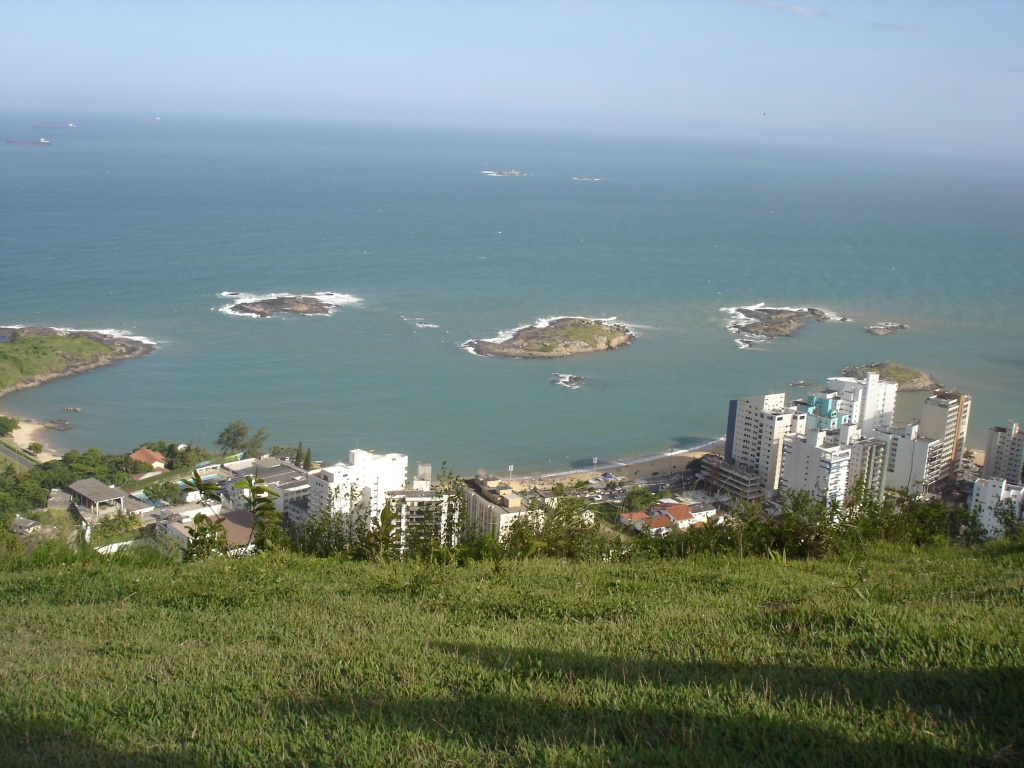
Visão no topo do Morro do Moreno
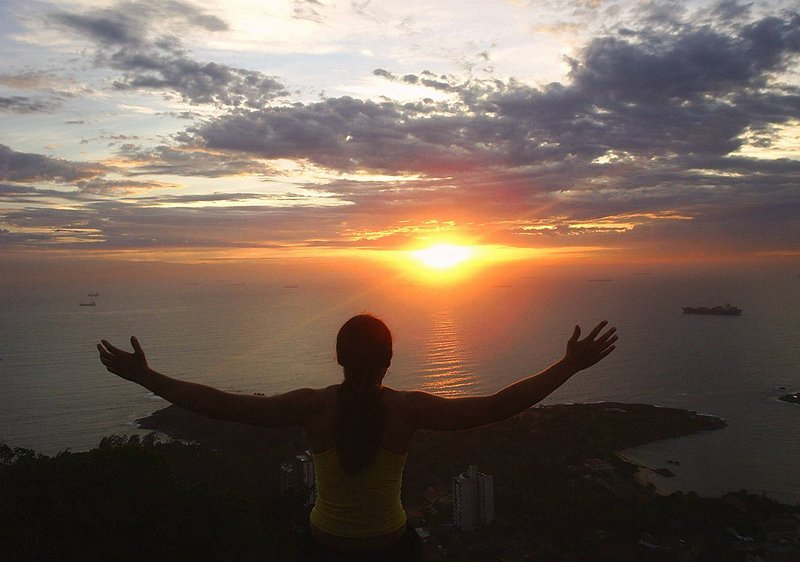
Nascer do Sol no Morro do Moreno
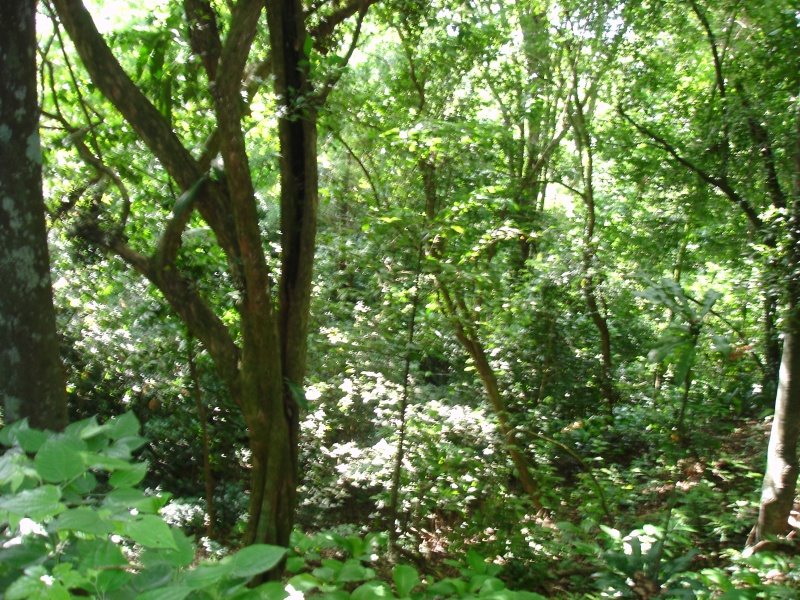
Mata Atlântica do Morro do Moreno
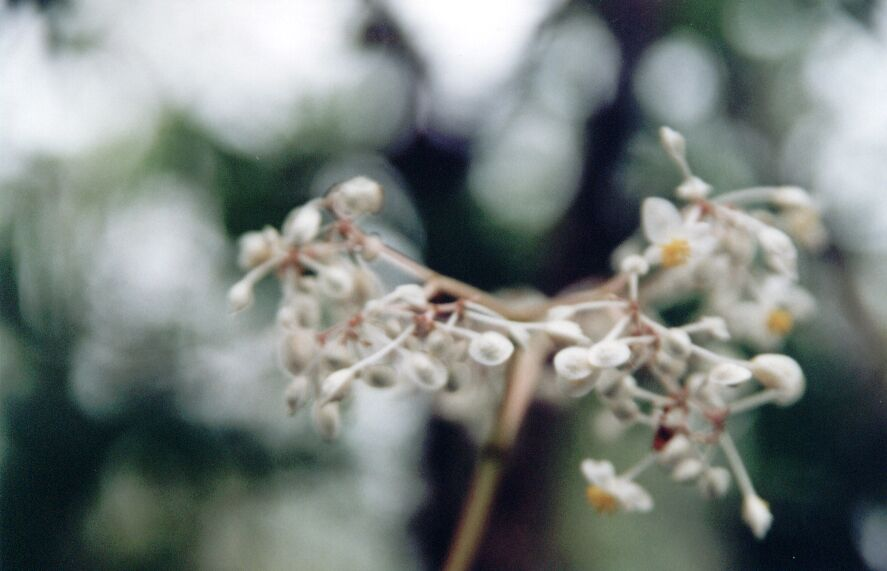
Flor - Morro do Moreno
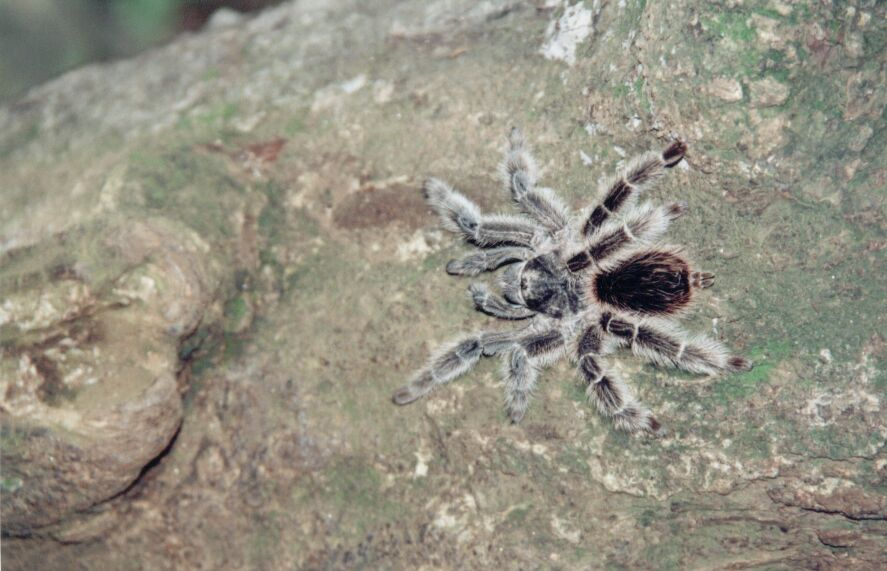
Caranguejeira - Morro do Moreno
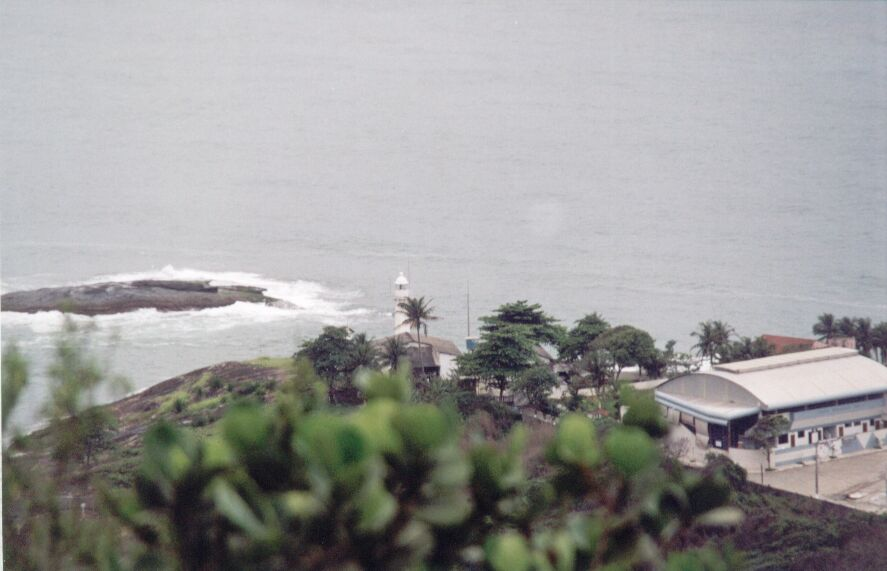
Farol de Santa Luzia - Morro do Moreno